# Commonwealth Games 2010/Hockey

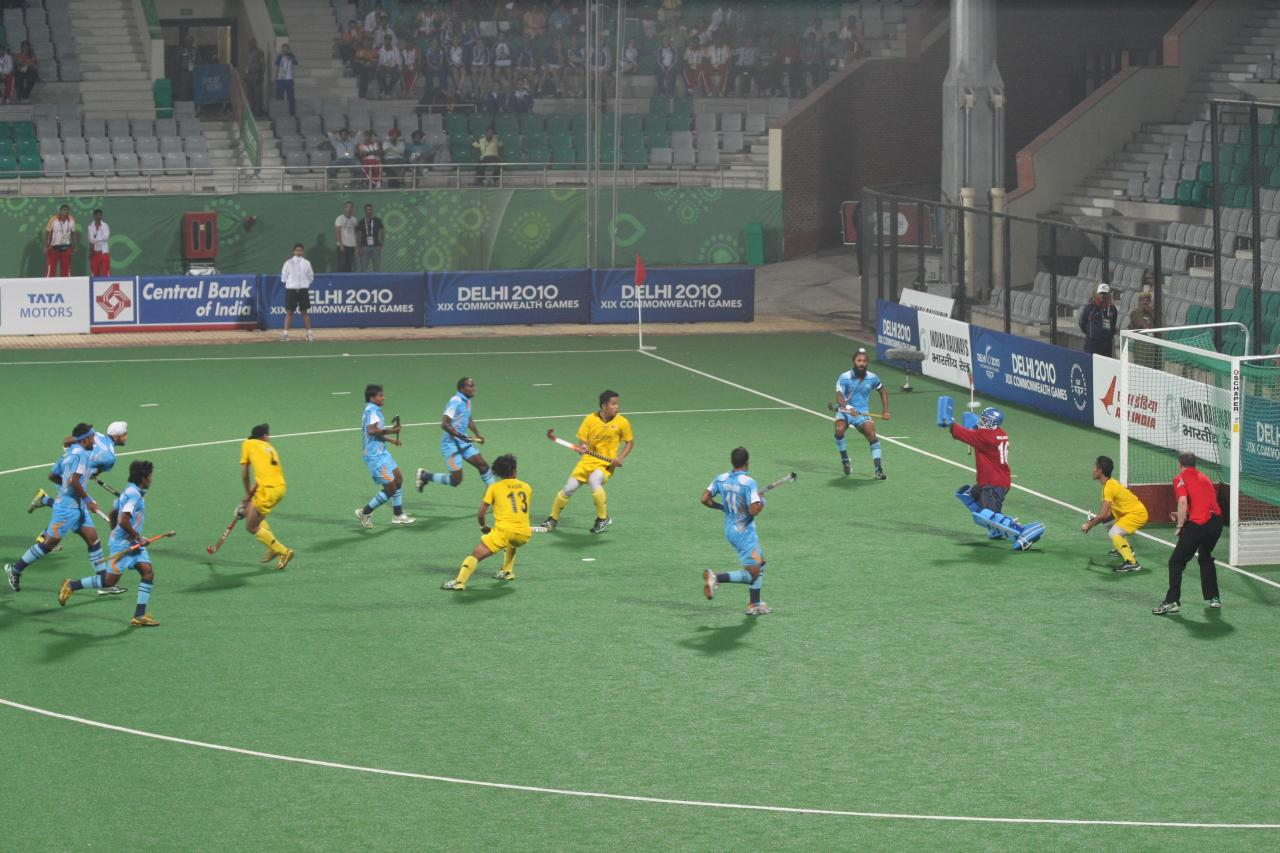
Spielszene aus dem Herren-Vorrundenspiel Indien gegen Malaysia

Bei den Commonwealth Games 2010 im indischen Delhi fand je ein Hockey-Turnier der Damen und Herren statt.
Austragungsort sämtlicher Spiele war das Dhyan Chand National Stadium.

## Herren

### Vorrunde

#### Gruppe A
| Pakistan – Schottland   |  | 3:0 |
| Indien – Malaysia       |  | 3:2 |
| Australien – Schottland |  | 9:0 |
| Pakistan – Malaysia     |  | 4:1 |
| Indien – Australien     |  | 2:5 |
| Malaysia – Schottland   |  | 2:0 |
| Pakistan – Australien   |  | 0:1 |
| Schottland – Indien     |  | 0:4 |
| Australien – Malaysia   |  | 7:0 |
| Pakistan – Indien       |  | 4:7 |

#### Gruppe B
| Neuseeland – Trinidad und Tobago |  | 7:1 |
| Kanada – Südafrika               |  | 1:4 |
| England – Trinidad und Tobago    |  | 4:0 |
| Neuseeland – Südafrika           |  | 4:2 |
| England – Kanada                 |  | 1:1 |
| Südafrika – Trinidad und Tobago  |  | 5:3 |
| Neuseeland – England             |  | 3:5 |
| Trinidad und Tobago – Kanada     |  | 0:2 |
| England – Südafrika              |  | 2:1 |
| Neuseeland – Kanada              |  | 1:1 |

### Spiel um Platz 9
| Schottland – Trinidad und Tobago |  | 7:0 |

### Spiel um Platz 7
| Malaysia – Kanada |  | 2:3 |

### Spiel um Platz 5
| Pakistan – Südafrika |  | 2:3 |

### Finalrunde
|  | Halbfinale          | Halbfinale |            |       | Finale | Finale |
|  |                     |            |            |       |        |        |
|  | Australien          | 6          |            |       |        |        |
|  | Neuseeland          | 2          |            |       |        |        |
|  |                     |            |            |       |        |        |
|  |                     |            |            |       |        |        |
|  | Australien          | 8          |            |       |        |        |
|  |                     | Indien     | 0          |       |        |        |
|  |                     |            |            |       |        |        |
|  | Spiel um Platz drei |            |            |       |        |        |
|  |                     |            | Neuseeland | 3 (5) |        |        |
|  | England             | 3 (4)      | England    | 3 (3) |        |        |
|  | Indien              | 3 (5)      |            |       |        |        |

#### Halbfinale
| Australien – Neuseeland |  | 6 : 2         |
| England – Indien        |  | 3 (4) : 3 (5) |

#### Spiel um Platz 3
| Neuseeland – England |  | 3 (5) : 3 (3) |

#### Finale
| Australien – Indien |  | 8 : 0 |

## Damen

### Vorrunde

#### Gruppe A
| Südafrika – Trinidad und Tobago  |  | 12:0 |
| Indien – Schottland              |  | 1:1  |
| Australien – Trinidad und Tobago |  | 11:0 |
| Südafrika – Schottland           |  | 2:1  |
| Australien – Indien              |  | 2:1  |
| Schottland – Trinidad und Tobago |  | 6:1  |
| Australien – Südafrika           |  | 1:1  |
| Indien – Trinidad und Tobago     |  | 7:0  |
| Australien – Schottland          |  | 5:2  |
| Südafrika – Indien               |  | 1:3  |

#### Gruppe B
| Neuseeland – Wales    |  | 5:1 |
| Kanada – Malaysia     |  | 2:3 |
| England – Wales       |  | 4:1 |
| Neuseeland – Malaysia |  | 5:0 |
| England – Kanada      |  | 4:1 |
| Malaysia – Wales      |  | 1:2 |
| England – Neuseeland  |  | 1:4 |
| Kanada – Wales        |  | 2:1 |
| England – Malaysia    |  | 3:0 |
| Neuseeland – Kanada   |  | 3:1 |

### Spiel um Platz 9
| Trinidad und Tobago – Malaysia |  | 2:1 |

### Spiel um Platz 7
| Schottland – Wales |  | 1 (3) : 1 (1) |

### Spiel um Platz 5
| Indien – Kanada |  | 3:0 |

### Finalrunde
|  | Halbfinale          | Halbfinale |           |   | Finale | Finale |
|  |                     |            |           |   |        |        |
|  | Australien          | 1          |           |   |        |        |
|  | England             | 0          |           |   |        |        |
|  |                     |            |           |   |        |        |
|  |                     |            |           |   |        |        |
|  | Australien          | 2 (4)      |           |   |        |        |
|  |                     | Neuseeland | 2 (2)     |   |        |        |
|  |                     |            |           |   |        |        |
|  | Spiel um Platz drei |            |           |   |        |        |
|  |                     |            | England   | 1 |        |        |
|  | Neuseeland          | 1          | Südafrika | 0 |        |        |
|  | Südafrika           | 0          |           |   |        |        |

## Medaillenspiegel
| Platz | Land       | Gold | Silber | Bronze | Gesamt |
| ----- | ---------- | ---- | ------ | ------ | ------ |
| 1     | Australien | 2    | -      | -      | 2      |
| 2     | Neuseeland | -    | 1      | 1      | 2      |
| 3     | Indien     | -    | 1      | -      | 1      |
| 4     | England    | -    | -      | 1      | 1      |

## Weblink und Quelle
- Offizielle Ergebnisse Hockey